# Triacilglicerol

Un triacilglicerol format per glicerol més àcid palmític, àcid oleic i àcid alfa-linoleic.

Els triacilglicerols o triglicèrids són acilglicerols, un tipus de lípids formats per una molècula de glicerol, esterificada en els seus tres grups hidroxil, amb tres àcids grassos saturats o insaturats.
Els triacilglicerols formen part dels greixos, sobretot d'origen animal. Els olis són «greixos» líquids a temperatura ambient i d'origen vegetal o del peix.

## Química
Els àcids grassos estan units a una molècula de glicerol per un enllaç èster: 
CH₂COOR-CHCOOR'-CH₂-COOR"
on R, R', i R" són àcids grassos; els tres àcids grassos poden ser diferents, tots iguals, o només dos iguals i l'altre distint.
R1-COOH + R2-OH ←→ R-COO-R2 + H₂O
àcid carboxílic (= àcid gras) + alcohol (= glicerol) ←-→ triacilglicerol + aigua
La longitud de les cadenes dels triacilglicerols oscil·la entre 16 i 22 àtoms de carboni.

## Biosíntesi
La síntesi de triacilglicerols es realitza en el reticle endoplasmàtic de gairebé totes les cèl·lules de l'organisme, sent les principals els adipòcits i els hepatòcits. Els triacilglicerols són sintetitzats com reserva d'energia. Es formen per reacció de dues molècules d'acil-CoA amb glicerol-3-fosfat per a produir àcid fosfatídic, que es desfosforila a diacilglicerol, que és seguidament acilat per una tercera molècula d'acil-CoA, produint finalment el triacilglicerol, mitjançant l'enzim glicerofosfat aciltransferasa.

## Metabolisme
Els greixos s'hidrolitzen en l'intestí prim en els seus àcids grassos i glicerina per a travessar la paret intestinal, aïllats o en forma de sabons al combinar-se amb els sucs pancreàtics i intestinals. Després són reconstruïts de nou a l'altre costat de la paret intestinal i es combinen amb proteïnes sintetitzades per l'intestí, formant unes lipoproteïnes anomenades quilomicrons, que es transporten al fetge, des d'on es distribuïxen a la resta de cèl·lules del cos, sobretot les adiposes i musculars en forma de lipoproteïnes VLDL. Les cèl·lules del teixit adipós són les principals cèl·lules de reserva de greixos.
Els greixos poden emmagatzemar-se en dos tipus de teixit adipós, el teixit adipós blanc i el teixit adipós marró. El paper d'aquests dos tipus de dipòsits adiposos en l'organisme és ben diferent. Si la funció del blanc és emmagatzemar triacilglicerols com a reserva per subsistir en èpoques d'escassetat alimentària, la del marró és generar calor mitjançant l'oxidació d'àcids grassos, és a dir, emprant com a combustible les seves reserves lipídiques.

## Funció biològica
Juntament amb el colesterol, els triacilglicerols contribueixen a regenerar la substància blanca del cervell, cosa que comporta un risc més baix de desenvolupar un deteriorament cognitiu o demència, així com una major capacitat de recuperació després de patir un ictus.
Constitueixen la principal reserva energètica dels organismes animals (greixos) i vegetals (olis). L'excés de lípids és emmagatzemat en grans dipòsits en els animals en teixits adiposos.
Són bons aïllants tèrmics que s'emmagatzemen en els teixits adiposos subcutanis dels animals de climes freds com per exemple, la balena, l'os polar, etc.
Són productors de calor metabòlica, durant la seva degradació. Un gram de greix produeix 9,4Kcal. En les reaccions metabòliques d'oxidació (les proteïnes i glúcids produeixen 4,1Kcal) 
Dona protecció mecànica, com els constituents dels teixits adiposos que estan situats a la planta del peu, palmell de la mà i envoltant el ronyó (embolcallant-lo i evitant-ne el despreniment)

## Nivells normals
La quantitat de triacilglicerols a l'organisme es mesura en concentració, ja que la considerada normal en un organisme sa depèn del pes de la persona. És major en persones adultes i menor en nens. Es mesura en pes (mil·ligrams) de triacilglicerols per a un volum de sang definit.
- Quantitat normal: Menys de 150mg/dl
- Quantitat normal-alta: Entre 100mg/dl i 500mg/dl
- Quantitat alta: Superior a 500mg/dl

La quantitat ideal però de triacilglicerols no és zero, ja que són necessaris per a l'organisme. No s'han de superar els 500mg/dl però una quantitat excessivament baixa també pot ser perjudicial per a la salut.

## Salut
Una gran quantitat de triacilglicerols a la sang, és a dir, un nivell més alt del normal, s'anomena hipertrigliceridèmia i és un factor de risc cardiovascular.
En canvi, una quantitat de colesterol i triacilglicerols a la sang excessivament baixa deixa de ser favorable, ja que aquestes substàncies contribueixen a regenerar la substància blanca del cervell al llarg de la vida i en particular després d'un ictus.